# Avia B-534
Die Avia B-534 war ein tschechoslowakisches einmotoriges Doppeldecker-Jagdflugzeug, das in den 1930er-Jahren von Avia entwickelt wurde und auch im Zweiten Weltkrieg Verwendung fand.

## Geschichte

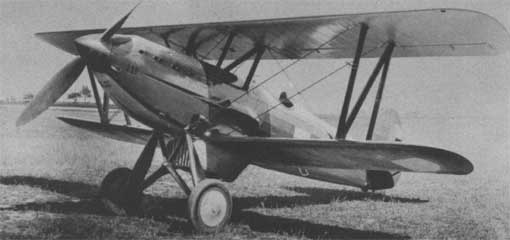
1. Prototyp der B-534

Dieser für die 1930er-Jahre typische Jäger entstand aus dem wenig erfolgreichen Vorgängermodell Avia B-34 durch den Einbau eines neuen Motors. Der Konstrukteur František Novotný hatte zuvor Berechnungen für drei verschiedene Triebwerkskonstellationen durchgeführt, aber erst, als er einen Hispano-Suiza-12-Ybrs-Antrieb verwendete, entstand die eigentliche B-534, die in Anlehnung an das Ausgangsmuster anfangs das Kennzeichen B-34.2 (ab September 1933: B-534.1) trug. Der Erstflug des ersten Prototyps, für dessen Bau die Zelle der Avia B-234 genutzt wurde, fand am 25. Mai 1933 mit Václav Kočí am Steuer statt. Der zweite Prototyp B-534.2 hatte bereits ein geschlossenes Cockpit, vergrößerte Ruder und ein verkleidetes Fahrwerk. Seinen Erstflug absolvierte er am 25. September 1933. So konfiguriert stellte das Flugzeug am 14. April 1934 mit 365,744 km/h über eine Strecke von drei Kilometern einen tschechoslowakischen Geschwindigkeitsrekord auf. Die Luftwaffe der ČSR bestellt daraufhin die ersten Serienexemplare, obwohl beide Prototypen kurz danach bei Bruchlandungen verunglückt waren. Ein immer wieder erwähntes, angeblich im Juli 1934 in Jugoslawien durchgeführtes Vergleichsfliegen zwischen den polnischen PZL P.8 und P.24 und der B-534.2 fand nie statt, denn Kočí stellte die Maschine dort lediglich statisch vor.
Am 17. Juli 1934 stimmte das Verteidigungsministerium de facto einer Serienfertigung zu und bestellte unter der Nummer č.j.1031-V/3 eine erste Serie von 34 Maschinen. Da das Verteidigungsministerium die B-534 jedoch auch von Letov und Aero bauen lassen wollte, was wiederum Avia ablehnte, legte man sich dort erst Anfang 1935 auf eine Gesamtlieferung von 147 Maschinen fest. Im Herbst 1935 konnten die ersten B-534, ausgestattet mit einem Avia-Ydrs-Triebwerk (Lizenz Hispano-Suiza), an die Luftstreitkräfte übergeben werden. Die erste Einheit, die vollständig mit dem neuen Jagdflugzeug ausgerüstet wurde, war das in Hradec Králové stationierte 4. Fliegerregiment, das zwischen dem 8. Oktober 1935 und dem 14. Januar 1936 insgesamt 52 komplett ausgestattete B-534 erhielt.
Von 23. Juli bis zum 1. August 1937 fand in Zürich das internationale Flugtreffen statt, bei der die B-534 den zweiten Platz hinter der ebenfalls teilnehmenden Bf 109 in den Kategorien A (Internationaler Alpenrundflug) und C (Dreiergruppenflug) belegte.
Die B-534 war wendig, zuverlässig, gut zu fliegen und dank ihrer genieteten und geschraubten Stahlrohrkonstruktion auch für den Einsatz von Feldflugplätzen geeignet. Es wurden insgesamt 566 Exemplare, nach anderen Quellen 584, in vier verschiedenen Serienausführungen gebaut.
Ende der 1960er-Jahre wurde im Reparaturwerk Trenčin unter Verwendung von Rumpf- und Tragflächenfragmenten und eines noch vorhandenen Motors ein maßstabsgetreuer Nachbau der 4. Serie realisiert, dessen Erstflug am 5. Juni 1975 stattfand. Er kann im tschechischen Flugzeugmuseum Prag-Kbely besichtigt werden.

## Einsatz
Die B-534 wurde bei ihrer Einführung in die Luftstreitkräfte der ČSR zum Standardjagdflugzeug erklärt und daneben auch für Luftbildaufgaben und, dank ihrer Unterflügel-Bombenschlösser für bis zu 60 Kilogramm Bombenzuladung, auch als Erdkampfflugzeug verwendet. Als im März 1939 die Tschechoslowakei von deutschen Truppen besetzt wurde, waren 21 Jagdstaffeln mit der B-534 ausgerüstet, deren Flugzeuge größtenteils von der slowakischen Regierung übernommen und während des Kleinen Krieges für Bodenangriffe eingesetzt wurden. Dabei kam es auch zu Luftkämpfen mit ungarischen CR-32-Jägern. Beim Überfall auf die Sowjetunion im Jahre 1941 wurden die slowakischen Maschinen in drei Geschwadern an der ukrainischen Front eingesetzt, Mitte 1942 jedoch aus der ersten Linie zurückgezogen und nach entsprechender Umrüstung als Schulflugzeuge verwendet.
78 Exemplare aus ČSR-Beständen wurden nach der deutschen Besetzung unter der Bezeichnung Dogan an Bulgarien geliefert.
In der deutschen Luftwaffe dienten die B-534 als Fortgeschrittenentrainer, Flakziele sowie als Schleppflugzeuge für die Lastensegler DFS 230, so etwa bei der II. Gruppe des Luftlandegeschwaders 1. 1939/40 diente eine Staffel in Friedrichshafen beim JG 71. Für Decklandeversuche auf dem Flugzeugträger Graf Zeppelin wurden drei Maschinen mit Fanghaken ausgerüstet.
Auf seinem Flug über Bulgarien wurde ein Bomberverband aus Consolidated B-24 während der Operation Tidal Wave am 1. August 1943 von einer Staffel mit zehn Messerschmitt Bf 109 sowie sechs Avia B-534 angegriffen, die von den Flughäfen Vrashdebna bei Sofia und Karlowo aufgestiegen waren. Aufgrund der schwachen Bewaffnung der Avia B-534 (vier 7,92-mm-Maschinengewehre) erlitten die Amerikaner nur wenige Totalverluste; jedoch waren viele Einschusslöcher und Verletzte die Folge. 
Als im Spätsommer 1944 der slowakische Volksaufstand ausbrach, wurden drei Flugzeuge vom Flughafen Tri Duby aus gegen die deutschen Truppen eingesetzt. Etwa zehn B-534 überstanden den Krieg und sollen noch zum Segelflugzeugschlepp verwendet worden sein. Aus Ersatzteilmangel wurden sie jedoch nach kurzer Zeit verschrottet.

## Technische Beschreibung
Das Modell bestand aus einem rechteckigen, in Stahlrohrbauweise ausgeführten Rumpf in Gemischtbauweise; der vordere Teil bestand aus abnehmbaren Elektron-Metallplatten, der hintere Teil war mit Stoff bespannt. Im Rumpf befanden sich zwei je 135 Liter fassende Kraftstoffbehälter, ein weiterer für 50 Liter war im Mittelteil des Oberflügels eingebaut.
Die doppelholmigen Stahlrohrgerüsttragflächen unterschiedlicher Spannweite waren ebenfalls mit Stoff bespannt und besaßen oben und unten Querruder. Die Ober- und Unterflügel waren mit N-Streben miteinander verbunden. Das Normalleitwerk war querverstrebt, es bestand ebenfalls aus einem Stahlrohrgerüst mit Stoffbespannung. Das dreibeinige Fahrwerk besaß einen Hecksporn, die Haupträder konnten im Winter durch Kufen ersetzt werden.

## Versionen

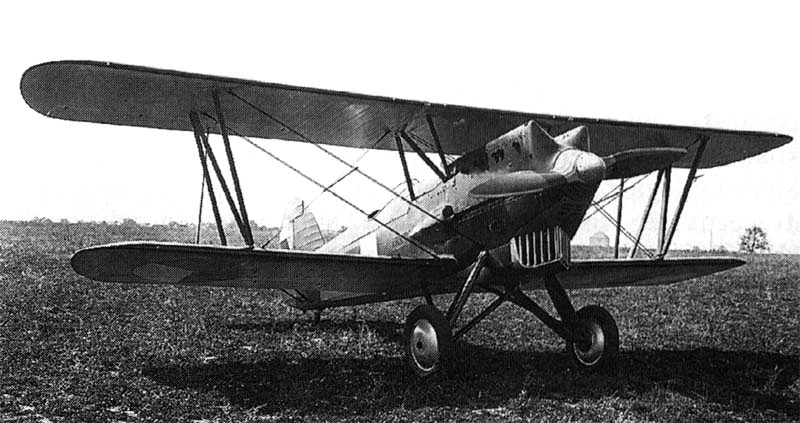
B-34

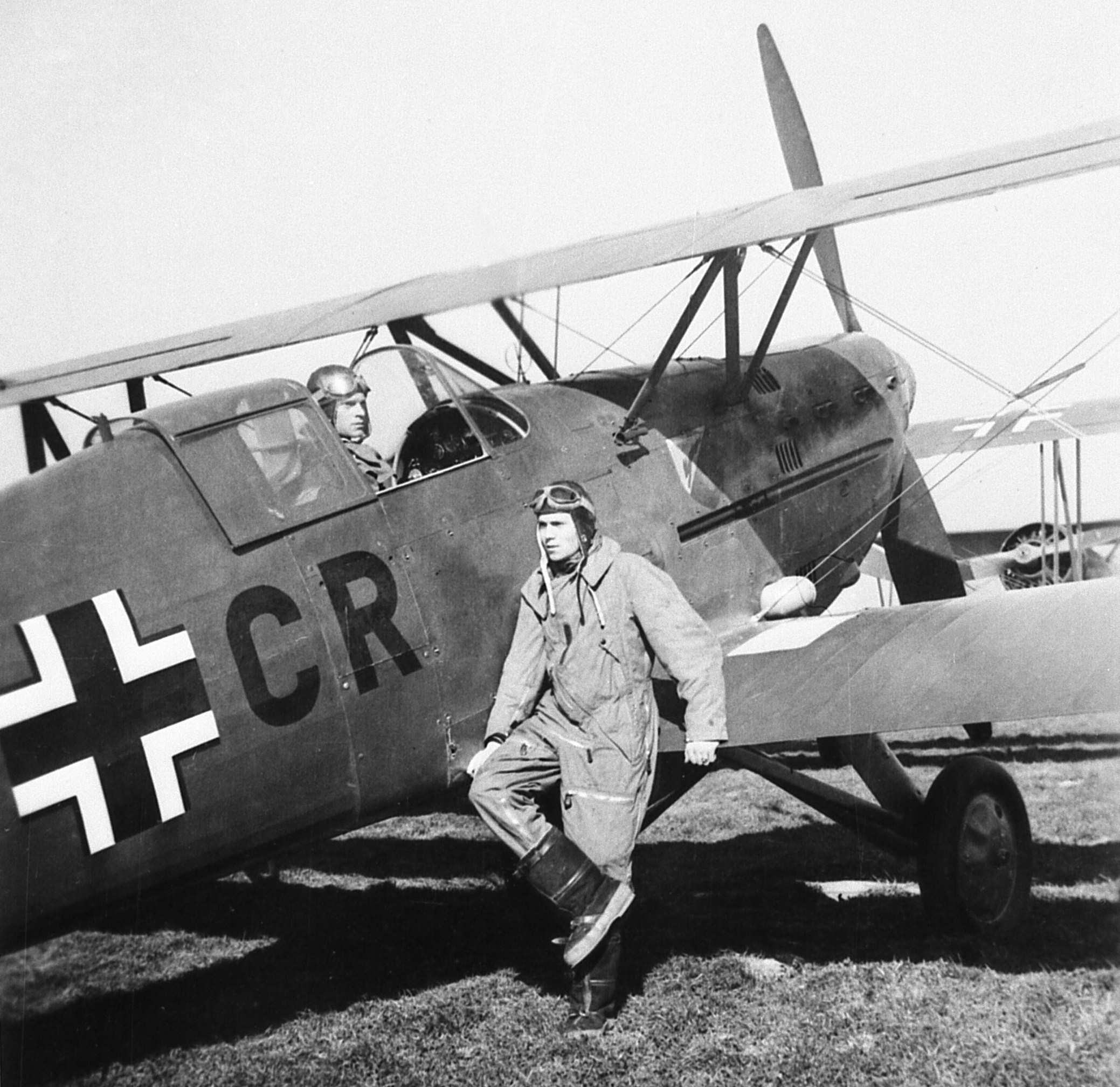
Bk-534 der Flugzeugführerschule A-B 72 Markersdorf bei St. Pölten um 1941

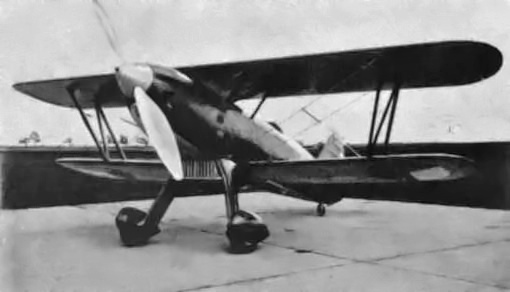
B-634

- B-34: Vorläufermuster der B.534. Der Erstflug erfolgte 1932. Gebaut wurde eine kleine Vorserie von zwölf Stück.

- B-134: Eine verbesserte B-34 mit Doppelsternmotor Walter Mistral 14kbs, die aber nur Projekt blieb.

- B-234: Prototyp mit Sternmotor Avia R-29. Aufgrund des nicht einwandfrei arbeitenden Triebwerks wurden die Tests eingestellt. Später erhielt das Modell den Hispano Suiza 12 Ybrs und wurde so zum B-534-Prototyp.

- B-334 / B-434: Ebenfalls nicht verwirklichte Projekte mit Armstrong-Siddeley-, Jaguar-Major- beziehungsweise Hispano-Suiza-Xbrs-Triebwerken.

- B-534
  - 1. Serie: Erstes Serienmodell, das weitgehend mit dem zweiten Prototyp identisch war. Das Cockpit war jedoch offen und die Luftschraube bestand aus Holz statt aus Metall. Im Rumpf waren zwei 7,7-mm-Maschinengewehre eingebaut, in den Tragflächen zwei weitere. 100 Stück wurden produziert (Serie B-534.2–101).
  - 2. Serie: Zweite Serie, bei der alle vier MGs in die Rumpfseiten verlegt wurden, was entsprechende Vergrößerungen der Verkleidungen nach sich zog. Der Typ war außerdem mit Unterflügelstationen zum Mitführen leichter Bomben ausgestattet. 46 Maschinen wurden hergestellt (Serie 102–147). Bei den sechs, angeblich nach Griechenland gelieferten Maschinen handelte es sich um lediglich zwei, vom Geschäftsmann G. Koutarellis privat gekaufte B-534 der 2. Serie, die am 18. August 1936 mit einer feierlichen Zeremonie den griechischen Fliegerkräften übergeben wurden. Die anderen vier „Avias“ waren BH-33, die aus Jugoslawien kamen.
  - 3. Serie: Ausführung mit verkleideten Hauptfahrwerksrädern und nach vorn unter den Bug verlegtem Vergasereinlass (Serie 148–173). 25 Exemplare wurden an die Luftstreitkräfte der ČSR ausgeliefert. Die 14 an Jugoslawien ausgelieferten Maschinen sind eine Fiktion, die auf zwölf tatsächlich ausgelieferten Motoren Avia HS-12Ycrs für die Ikarus IK-2 basiert. Ein Export der B-534 an Jugoslawien erfolgte nicht.
  - 4. Serie: Größtes Serienlos (Serie 174–445) mit nach hinten ansteigendem Rumpfheck, geschlossenem Cockpit und Metallluftschraube Letov Hd-43. 271 Flugzeuge wurden bestellt, die bis zur deutschen Okkupation aber nicht mehr vollständig ausgeliefert werden konnten. Die übrigen 21 Stück wurden jedoch unter deutscher Aufsicht fertiggestellt.

- Bn-534: Ab 1938 wurden einige B-534 der vierten Serie (ab B-534.194) als Nachtjäger ausgeliefert. Sie waren mit Abwurfvorrichtungen für Leuchtraketen und Nachtflugausrüstung ausgestattet. Einige ältere Serienflugzeuge wurden gleichermaßen umgerüstet.

- Bk-534: Leistungsgesteigerte Variante mit einer 20-mm-Mk Oerlikon FFS-20 in den Rumpfseiten. Als Antrieb diente ein Avia-12-Ycrs-Triebwerk (Lizenz Hispano-Suiza) mit 625 kW. 55 Stück wurden bestellt und bis Herbst 1938 wurden 35 Stück ausgeliefert. Einige besaßen statt der Kanone allerdings nur ein MG. Unter deutscher Aufsicht entstanden weitere 66 Exemplare, eingesetzt u. a. bei der Flugzeugführerschule FFS A/B 72 in Markersdorf/St. Pölten.

- B-634: Eine ab 1935 entstandene, durch Glättung von Unebenheiten an der Außenhaut aerodynamisch verfeinerte Version, die jedoch nur eine geringfügige Verbesserung der Leistungen erbrachte. Die Serienfertigung unterblieb deshalb. Der Erstflug erfolgte am 9. Juli 1936. Es entstand ein Prototyp, der ursprünglich ein offenes Cockpit besaß und später ein geschlossenes erhielt. Er diente später zur Erprobung der 20-mm-Oerlikon-FFS-20-Kanone.

## Technische Daten

Dreiseitenriss

| Kenngrößen                  | Avia B-534 (4. Serie)                                                         | Avia B-634                                                                    |
| --------------------------- | ----------------------------------------------------------------------------- | ----------------------------------------------------------------------------- |
| Konzeption                  | Einmotoriges Jagdflugzeug                                                     | Einmotoriges Jagdflugzeug                                                     |
| Hersteller                  | Avia Akciová Společnost Pro Průmysl Letecký                                   | Avia Akciová Společnost Pro Průmysl Letecký                                   |
| Konstrukteur                | František Novotný                                                             | František Novotný                                                             |
| Besatzung                   | 1                                                                             | 1                                                                             |
| Flügelspannweite            | 9,40 m                                                                        | 9,40 m                                                                        |
| Länge                       | 8,20 m                                                                        | 8,35 m                                                                        |
| Höhe                        | 3,10 m                                                                        | k. A.                                                                         |
| Flügelfläche                | 23,56 m²                                                                      | 23,56 m²                                                                      |
| Flächenbelastung            | 78,0 kg/m²                                                                    |                                                                               |
| Leermasse                   | 1460 kg (Bk-534: 1631 kg)                                                     | 1595 kg                                                                       |
| Startmasse                  | 1980 kg (Bk-534: 2222 kg)                                                     | 1910 kg                                                                       |
| Antrieb                     | flüssigkeitsgekühlter Zwölfzylinder-V-Motor                                   | flüssigkeitsgekühlter Zwölfzylinder-V-Motor                                   |
| Anzahl / Typ                | ein Avia 12 Ydrs (Lizenz Hispano Suiza)                                       | ein Avia 12 Ycrs (Lizenz Hispano Suiza)                                       |
| Leistung                    | 634 kW (850 PS)                                                               | 634 kW (850 PS)                                                               |
| Höchstgeschwindigkeit       | 394 km/h in 4400 m Höhe (Bk-534: 375 km/h)                                    | 415 km/h                                                                      |
| Marschgeschwindigkeit       | 345 km/h                                                                      | 380 km/h                                                                      |
| Anfangssteiggeschwindigkeit | 15 m/s                                                                        | 16 m/s                                                                        |
| Dienstgipfelhöhe            | 10.600 m (Bk-534: 9500 m)                                                     | 9500 m                                                                        |
| Reichweite                  | 580 km                                                                        | maximal 500 km                                                                |
| Bewaffnung                  | vier starre 7,92-mm-MG ČZ vz. 30, je zwei links und rechts an den Rumpfseiten | zwei starre 7,92-mm-MG ČZ vz. 30 über dem Motor eine 20-mm-Kanone Hispano 402 |
| Abwurfmunition              | sechs 20-kg-Bomben an Unterflügel-Außenstationen                              |                                                                               |

## Einsatzländer
- Tschechoslowakei
- Bulgarien
- Deutsches Reich
- Griechenland
- Slowakei